# تعايشة

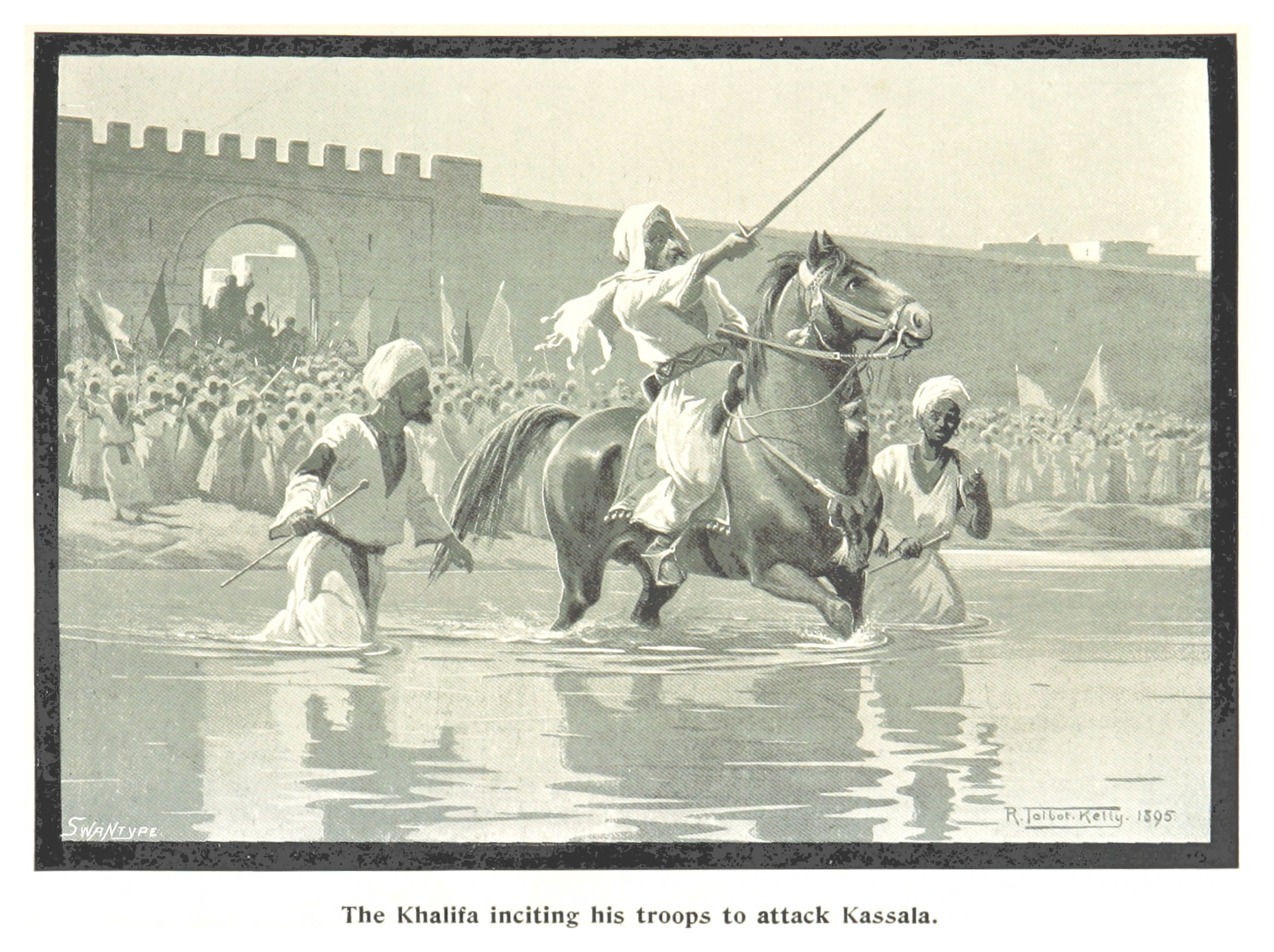
عبدالله التعايشي

التعايشة قبيلة سودانية تنتمي إلى مجموعة قبائل البقارة من جهينة المنتشرة في حزام البقارة من الغرب الأوسط الأفريقي وحتى تخوم الهضبة الإثيوبية بمنطقة النيل الأزرق بالسودان. وهي قبيلة بدوية الاصل تتحدث اللغة العربية وتدين بالإسلام السني لعبت دوراً كبيراً في تاريخ السودان من بداية الثورة المهدية وحتى سقوط الدولة المهدية ابان عهد خليفة المهدي عبدالله التعايشي الجهني الذي حكم السودان لمدة 14 عاما معتمدا على مساندة التعايشة لرسالة المهدي والدولة المهدية في السودان.

## النسب
يعتبر التعايشة من أكبر فروع قبائل جهينة بدارفور وينسبون إلي جدهم أحمد تعيش وهو: احمد تعيش بن حامد بن جنيد بن احمد بن بكر بن العباس بن معية بن رفاعه بن نصر بن القطر بن مالك غطفان بن قيس بن جهينة بن زيد بن ليث بن سود بن اسلم بن الحاف بن قضاعة بن مالك بن عمرو بن مرة بن زيد بن مالك بن حمير بن سبأ بن يشجب بن يعرب بن قحطان بن هود بن شالخ بن قينان بن ارفشخذ بن سام بن نوح عليه السلام.
```
وتقول المصادر التاريخية السودانية إن جدهم هو القطب الواوي 
[
1
]
 الذي جاء في معية جهينة وبقية الأعراب إلى 
شمال افريقيا
 واستقر أولاً 
بتونس
. دخل التعايشة السودان وسكنوا أولاً في 
مليط
 ثم استقروا في وادي تعايشة المعروف حتى الآن باسمهم وهو بالقرب من نتيقة. وتحديداً منطقة 
رهيد البردي
 شمال نهر 
بحر العرب
 
بالسودان
، واشتهروا بتربية الأبقار ولذا صنفت من قبائل البقارة في السودان.
```

ولا يعرف أي تاريخ محدد لدخولهم السودان وإن كان هناك رأي يعتقد بأن هجرتهم إلى السودان بدأت بعد انهيار دولة الأندلس.
وينتمي التعايشة إلى مجموعة البقارة ويلتقون بأبناء عمومتهم الرزيقات والمسيرية والهبانية وبني هلبة في جدهم الجنيد.

## الموقع الجغرافي لسكناهم
تقع ديار التعايشة في الجزء الجنوبي الغربي من ولاية دارفور بين خطي عرض (10-11) شمالاً وتحدها من جهة الشمال ديار بني هلبة حيث يمثل خور وادي شوبيت فاصلاً طبيعياً بينهما وتمتد جنوباً حتى الحدود السودانية مع جمهورية افريقيا الوسطى وغرباً حتى الحدود مع تشاد وتحدها من جهة الشرق ديار الهبانية.
ويتركز التعايشة أيضاً في جيوب سكانية في العاصمة المثلثة في أم درمان والخرطوم (ديم التعايشة) وولايات الجزيرة والقضارف والنيل الأزرق والنيل الأبيض.

## فروعهم
تنقسم قبيلة التعايشة إلى قسمين رئيسيين هما:: العرج. والقلادة
ويضم العرج خمسه عشر فرعاً هي:
1.أولاد عمر، 2.أولاد ثابت،3.أولاد زيد 4 .أولاد سلمة.
5. الشوشة. 6.النجيمة. 7.الضيابية. 8.اولاد بحيري.
9.الدقايلة. 10.البركاوي 11.الشلوحي 12. الحضرمي.
13. اولاد أبو ملكة. 14. الهدالين.
15.الشـرفـي
وأما القلادة فتضم القلادة إحدى عشرة فرعا::
1.الجبارات. 2.الجرارحة. 3.اولاد سنا. 4.اولاد حميدان.
5.ام لسعة. 6. اولاد عباس. 7. ام ريدة. 8.الفاطمية.
9. المطيحية. 10.الغزالين. 11.اورد سعد. اولاد أبو قدوم

## مشيختهم
تقع نظارة عموم التعايشة في آل السنوسني، وأهم مناطقها رهيد البردي العاصمة، وتضم أم دافوق، بالإضافة إلى وجفاوة وطوال وأبورى وأبو اندتان وحرازة وماجقوا والقناية وواس وترة وحمري.

## أعلام التعايشة ومشاهيرهم
من أشهر علامهم الخليفة عبد الله التعايشي، خليفة الإمام المهدي الذي حكم السودان 14 عاماً من عام 1885 وحتى 1899 والمولود في أم دافوق عام 1846 وقتل في معركة أم دبيكرات سنة 1899من قبل وحدة من وحدات القوات البريطانية الغازية يقيادة ونجت.

## اقتصادهم
يقوم اقتصاد دار التعايشة أساساً على الرعي وتربية الحيوان والزراعة. وقد امتهن بعضهم التجارة وخاصة التجارة الحدودية مع افريقيا الوسطى وتشاد.

### الرعي
يمارس التعايشة في الأصل مهنة تربية الماشية وهم رحل ينتقلون مع مواشيهم داخل منطقة السافنا الغنية السودانية ويعبرون احبانا الحدود مع جمهورية افريقيا الوسطى وتشاد المجاورتين لمناطقهم سعياً وراء الكلأ والماء خاصة عندما يحل الصيف والمحل في مناطقهم وهناك يدفعون للسلطات ضرائب اسمية نظير عبورهم بمواشيهم إلى داخل حدود افريقيا الوسطى وتشاد وتسمى هذه الضريبة ب (الليفو). ثم يعودون إلى مناطقهم شمالأ بعد عودة موسم الخريف إليها.

### الزراعة
وفي الموسم المطير يحرثون الأرض في مناطق اقامتهم الخصبة في وديان ولاية جنوب دارفورو ويزرعون الدخن والذرة والفول السوادني والسمسم في مناطق.

## التعايشةوالثورة المهدية
يرتبط تاريخ التعايشة الحديث بشكل أساسي بتاريخ الثورة المهدية ودورهم في دعمها ومساندتها من خلال خليفة المهدي عبدالله التعايشي. واثناء الصراع حول السلطة والثروة في أم درمان في بداية عهد الخليفة هاجر التعايشة من ديارهم في جنوب دارفور وكردفان بشكل جماعي إلى اعاصمة المهدي أم درمان، تلبية لنداء الخليفة أمر باللحاق به لتوفير السند الكافي له وإحداث توازن مع القبائل المناوئة له والمحيطة به في ام درمان.
وبعد سقوط دولة المهدية، واجهت قبيلة التعايشة أشد أنواع المضايقات من سلطات الحكم الثنائي التي حاولت تقليص وجودها في أم درمان بسبب ولائها القوي للفكر المهدية الذي قد يقودها إلى إحيائه، فهجر أفرادها العاصمة إلى مناطق أخرى متباعدة ومتناثرة داخل السودان مثل منطقة الجبلين على النيل الأبيض وأم دبيكرات قرب ضريح الخليفة، ومنطقة الشواك وقلع النحل بولاية القضارف وسنجة بولاية النيل الأزرق تجاه الشرق والشلال مع ابن عبد الله التعايشي يحي الخليفة. وآثرت مجموعة منهم الرجوع إلى ديارهم الأصلية في جنوب دارفور.